# Кальцефіли

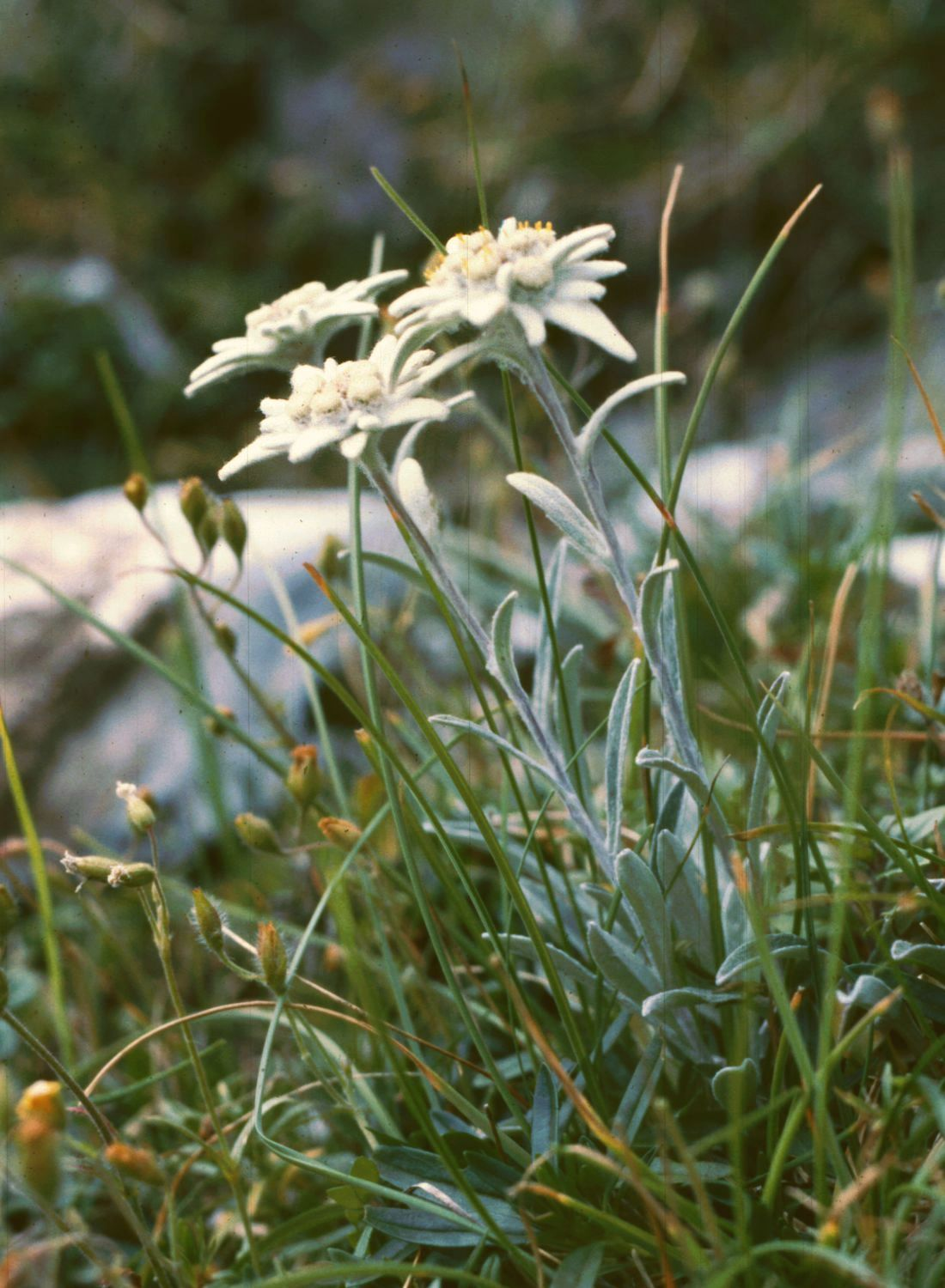

Кальцефіли, кальцефіти, кальцефільні рослини (від лат. calcis — вапно та грец. phyton — рослина) — рослини, які надають перевагу багатим на вапно, тобто карбонатним, ґрунтам. Галоксерофіти і заразом базифіти.
Ростуть на ґрунтах лужної або нейтральної реакції.

## Приклади рослин-кальцефілів
- ломиніс
- Sanguisorba minor
- окремі європейські представники орхідних
- окремі сукуленти родів Sansevieria та Titanopsis і кактуси роду Thelocactus.
- молочаї-сукуленти